# Scoop and Run
Scoop and Run is de negende aflevering van het dertiende seizoen van de televisieserie ER, die voor het eerst werd uitgezonden op 23 november 2006.

## Verhaal
Het is Thanksgiving Day en dr. Lockhart moet met een helikopter mee om een patiënt op te halen. Daar aangekomen, blijkt de patiënt zwaar ziek te zijn en zij twijfelt of hij het vervoer aankan. Zij besluit om de patiënt mee te nemen. Onderweg sterft de patiënt toch aan een hartinfarct. Dan wordt de helikopter opgeroepen om assistentie te verlenen bij een ongeluk waarbij een bus is betrokken, die bij een ravijn ligt. Daar aangekomen heeft zij grote moeite om een kind rustig te krijgen, omdat zijn moeder zwaar gewond in de bus ligt. Met gevaar voor eigen leven lukt het haar om de moeder uit de bus te redden. Dit zorgt ervoor dat de rest van de helikopterbemanning haar nu respecteert. 
Taggart is trots op haar zoon Alex, nu hij vrijwilligerswerk doet op de SEH. Alex houdt een patiënte gezelschap waarvan de ouders niet komen opdagen Er ontstaat een klik tussen hen.
Dr. Gates is nog steeds gecharmeerd van dr. Rasgotra. Zij besluit echter om het rustig aan te doen. Thuis moet hij nog steeds Meg zien te overtuigen dat hun relatie echt over is.
Dr. Pratt wendt zich tot dr. Weaver om raad, nu hij ontdekt heeft dat zijn halfbroer Chaz homoseksueel blijkt te zijn. 

## Rolverdeling

### Hoofdrollen
- Goran Višnjić - Dr. Luka Kovac
- Maura Tierney - Dr. Abby Lockhart
- Mekhi Phifer - Dr. Gregory Pratt
- Sam Jones III - Chaz Pratt
- Parminder Nagra - Dr. Neela Rasgrota
- Shane West - Dr. Ray Barnett
- John Stamos - Dr. Tony Gates
- Laura Innes - Dr. Kerry Weaver
- J.P. Manoux - Dr. Dustin Crenshaw
- Linda Cardellini - verpleegster Samantha Taggart
- Dominic Janes - Alex Taggart
- Deezer D - verpleger Malik McGrath
- Brian Lester - ambulancemedewerker Brian Dumar
- Emily Wagner - ambulancemedewerker Doris Pickman
- Sara Gilbert - Jane Figler
- Paula Malcomson - Meg Riley
- Chloe Greenfield - Sarah Riley
- Malaya Rivera Drew - Katey Alvaro

### Gastrollen (selectie)
- Michelle Hurd - Courtney Brown
- Vyto Ruginis - Wright
- Sarah Benoit - Melanie
- Cassi Thomson - Lulu Davis
- Remy Thorne - Milo
- Billy Beck - Rob Hunter
- Daniel Beer - Newkirk
- Barbara Lee Bragg - Giselle
- Christopher Amitrano - politieagent Hollis